# Borsodgeszt, Borsod-Abaúj-Zemplén
Borsodgeszt este un sat în districtul Mezőkövesd, județul Borsod-Abaúj-Zemplén, Ungaria, având o populație de 268 de locuitori (2011). 

## Demografie
Componența etnică a satului Borsodgeszt
     Maghiari (98,03%)
     Necunoscut (1,97%)
     Alții (1,97%)
Componența confesională a satului Borsodgeszt
     Reformați (69,4%)
     Romano-catolici (13,81%)
     Fără religie (2,61%)
     Greco-catolici (1,49%)
     Necunoscută (12,69%)
Conform recensământului din 2011, satul Borsodgeszt avea 268 de locuitori. Din punct de vedere etnic, majoritatea locuitorilor (98,03%) erau maghiari. Apartenența etnică nu este cunoscută în cazul a 1,97% din locuitori.  Din punct de vedere confesional, majoritatea locuitorilor (69,4%) erau reformați, existând și minorități de romano-catolici (13,81%), persoane fără religie (2,61%) și greco-catolici (1,49%). Pentru 12,69% din locuitori nu este cunoscută apartenența confesională.